# Каза Роки-Крота (Павија)
Каза Роки-Крота је насеље у Италији у округу Павија, региону Ломбардија.
Према процени из 2011. у насељу је живело 100 становника. Насеље се налази на надморској висини од 910 м.